# Kennebec (Dakota Południowa)
Kennebec – miasto w Stanach Zjednoczonych, w stanie Dakota Południowa, w hrabstwie Lyman.